# Ruellia liesneri
Ruellia liesneri är en akantusväxtart som beskrevs av D.C. Wasshausen. Ruellia liesneri ingår i släktet Ruellia och familjen akantusväxter. Inga underarter finns listade i Catalogue of Life.